# Хукстра, Хенк
Хендрик Йохан «Хенк» Хукстра (нидерл. Hendrik Johan «Henk» Hoekstra; 17 июня 1924, Амстердам — 10 апреля 2009, Ларен, Северная Голландия) — нидерландский политик, деятель нидерландского рабочего движения. 

## Биография
Сын рабочего. Окончил электротехническую школу. Начал свою трудовую деятельность в качестве инженера-электрика. Во время Второй мировой войны был участником Движения Сопротивления.
С 1945 года — член Коммунистической партии Нидерландов (КПН). После войны сначала работал механиком по лифтам. В 1949 году работал инструктором комитета КПН провинции Фрисландия. В 1950 году был избран в ЦК Всенидерландского союза молодёжи (Algemeen Nederlands Jeugd Verbond). В 1950‒1952 годах – член редакции молодёжной газеты «Йогд» (нидерл. Jeugd), затем инструктор комитетов КПН в Роттердаме и Гааге.
С апреля 1955 года — член ЦК и Политбюро ЦК КПН, в 1955—1967 и с июня 1972 года — член Секретариата ЦК КПН. С января 1968 по 1982 год — председатель ЦК КПН. С 1963 по 1977 избирался в Палату представителей Нидерландов (покинул по собственному желанию, его место занял Йооп Вольф). Член Сената Нидерландов с 13 сентября 1983 года по 3 июня 1986 года.
Как член парламента Хукстра особенно активно высказывался по иностранным и социальным вопросам. В 1966‒1977 годах — член комиссии по иностранным делам второй палаты парламента. В 1972 году он выступал на партийной конференции за более тесное сотрудничество с Партией труда. В 1981 году он составил меморандум о демократизации для КПН, проложивший путь к слиянию с идеологически близкими партиями в «Зелёные левые»

### Личная жизнь

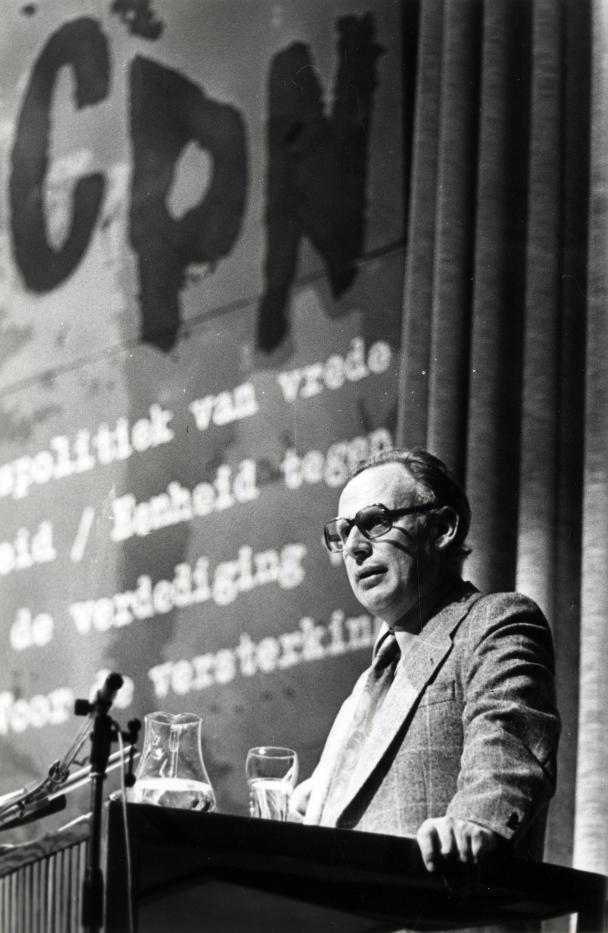
Хукстра выступает на национальной конференции партии

Отец — Якоб Хуктра, мать — Анна Рёмантина Гротенбур. Родители были родом из Амстердама, они поженились в 1923 году — на момент женитьбы отец был лаборантом.
Женился в возрасте 23 лет — его супругой стала 22-летняя Йоханна Элизабет Хага. Их брак был зарегистрирован 23 июня 1948 года в Амстердаме.